# El Pedrós (Castellterçol)
El Pedrós és una masia situada al nord-oest del terme municipal de Castellterçol, al Moianès, a prop del termenal amb Moià. És considerada com una masia històrica del municipi. Actualment, tot i estar deshabitada, es troba en molt bon estat i té unes finestres força treballades. És edificada dalt d'un coll, a 745 metres d'altitud, des d'on es domina molt bé Moià, Collsuspina, la Vall de Marfà i la del Marcet, part del terme de Castellterçol, el Pirineu, el Montseny, Montserrat i Sant Llorenç de Munt, entre altres punts d'interès. Fou una casa de colònies durant alguns anys, cap a finals dels anys 80 del segle xx.